# Stephen Hero
Stephen Hero è un romanzo di formazione e di natura autobiografica di James Joyce che, pubblicato postumo, ha avuto una vicenda molto travagliata. È infatti semileggendaria la storia secondo cui, esasperato per i continui rifiuti degli editori (venti, pare), lo stesso Joyce, a Trieste, abbia gettato nel fuoco il manoscritto, che sarebbe stato parzialmente salvato dalla compagna Nora Barnacle, e poi rimasto in possesso del fratello Stanislaus Joyce quando James decise di trasferirsi a Parigi, dove nel 1920 gli fu spedito (ma non nella sua interezza).
La questione è molto dubbia e diversi commentatori fanno notare che su quanto ne è rimasto non compare alcuna traccia di bruciature. 
(Herbert Gorman, James Joyce, The Bodley Head, 1941, p. 196)
(Theodore Spencer, Introduzione alle prime due edizioni del libro, pp. 8 - 9)
Molto discusso è anche il periodo della sua stesura, che sempre Spencer finisce con il racchiudere nel lasso di tempo tra il 1901 e il 1906.
Comunque siano andate le cose, di esso sono sopravvissute due parti:

1) un blocco di 383 pagine (da 519 a 902 del manoscritto), consegnato da Joyce a Sylvia Beach della famosa "Shakespeare & Company" di Parigi e da quest'ultima venduto nel 1938 alla Harvard College Library,

2) un secondo blocchetto di 25 pagine rimasto in possesso di Stanislaus e acquistato dal diplomatico bibliofilo e bibliografo americano John J. Slocum (1914 - 1997) nel 1950.
Parti di questo materiale sarebbero poi state recuperate e rielaborate per confluire nel Ritratto dell'artista da giovane.

## Struttura dell'edizione New Directions 1955
Mentre la prima edizione del libro — Jonathan Cape, 1944 — non poteva ovviamente contenere il secondo blocco, ritrovato nel 1950, quella pubblicata dalle New Directions del poeta ed editore James Laughlin è composta da entrambi i blocchi sopra indicati.
I) Il primo di essi — che comincia con la pagina 519 del manoscritto — racconta la formazione del giovane Stephen Dedalus presso l'University College di Dublino, i problemi in famiglia, la solidarietà affettiva e culturale con il fratello minore Maurice, gli incontri e scontri personali e accademici con insegnanti, compagni di studi e amici, la confusa infatuazione per la sofisticata Emma Clery.
II) Il secondo — anteriore al primo quanto a numeri di pagina del manoscritto (pp. 477-8, 481-9, 491-7, 499-505) — è collocato in chiusura del libro nel rispetto dei tempi del ritrovamento e racconta una visita di Stephen al padrino e finanziatore dei suoi studi, il signor Fulham, a Mullingar nel 1898. Una località che Joyce aveva visitato da adolescente con il padre e che avrebbe poi assunto notevole importanza per la sua narrativa come luogo dove si trasferisce Milly, la figlia quindicenne di Leopold Bloom, per imparare l'arte della fotografia e probabilmente realizzarsi in tutti i sensi come donna fatta.

## Edizioni italiane
Di Stephen Hero in Italia è stata pubblicata nel 1950 una traduzione di Carlo Linati, e una parte di essa, 24 pagine dall'inizio del manoscritto fino alla fine del capitolo XVI, è stata poi ripresa in calce all'Oscar Mondadori Dedalus nella famosa traduzione di Cesare Pavese. Essa però, del 1950, è necessariamente limitata al primo dei due blocchi di pagine manoscritte indicati sopra, quindi non coincide in toto con il libro di cui a questa voce.